# آنتون فینک
آنتون فینک (انگلیسی: Anton Fink؛ زادهٔ ۳۰ ژوئیهٔ ۱۹۸۷) بازیکن فوتبال اهل آلمان است.
از باشگاه‌هایی که در آن بازی کرده‌است می‌توان به باشگاه فوتبال کارلسروهه، باشگاه فوتبال کمنیتس، و باشگاه فوتبال وی‌اف‌آر آلن اشاره کرد.